# Arrondissement Belley
Belley is een arrondissement van het Franse departement Ain in de regio Auvergne-Rhône-Alpes. De onderprefectuur is Belley.

## Kantons
Het arrondissement was tot 2014 samengesteld uit de volgende kantons:
- kanton Ambérieu-en-Bugey
- kanton Belley
- kanton Champagne-en-Valromey
- kanton Hauteville-Lompnes
- kanton Lagnieu
- kanton Lhuis
- kanton Saint-Rambert-en-Bugey
- kanton Seyssel
- kanton Virieu-le-Grand

Na de herindeling van de kantons bij decreet van 13 februari 2014, met uitwerking op 22 maart 2015, was de samenstelling als volgt:
- kanton Ambérieu-en-Bugey
- kanton Valserhône ( deel: 1/15 )
- kanton Belley
- kanton Plateau d'Hauteville  ( deel: 28/41 )
- kanton Lagnieu  ( deel 22/26 )